# Czerkaśki Tyszky
Czerkaśki Tyszky (ukr. Черкаські Тишки) – wieś na Ukrainie, w obwodzie charkowskim, w rejonie charkowskim. W 2001 liczyła 1165 mieszkańców.